# Shevlin (Minnesota)
Pour les articles homonymes, voir Shevlin.
Shevlin est une ville américaine située dans le Comté de Clearwater, dans le Minnesota. Selon le recensement de 2010, sa population est de 176 habitants.